# Desultor

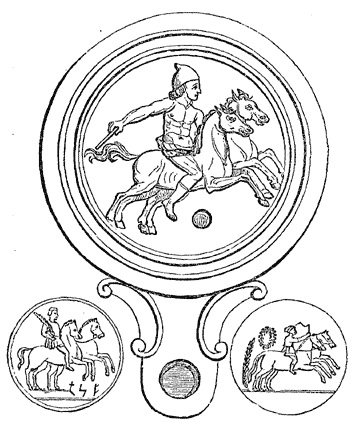
Trois figures de desultores, l'une sur la partie supérieure d'une lampe en bronze, éditée par Bartoli (Antiche Lucerne Sepolcrali, i.24), et les deux autres provenant de pièces de monnaie. Dans les trois, le cavalier porte le pileus et le cheval est à cru. Ces exemples suggèrent qu'il a utilisé à la fois le fouet et les rênes. La couronne et la paume sont également visibles sur les pièces de monnaie, deux symboles de la victoire.

Dans les temps anciens, le terme latin pour « désultor » (celui qui saute) et le mot grec pour «apobates» («celui qui descend») étaient utilisés pour désigner les personnes habiles à sauter d'un cheval ou d'un char à l'autre.

## Histoire
Déjà, dans les textes homériques, l'on trouve la description d'un homme, qui tient quatre chevaux au galop, et saute de l'un à l'autre, au milieu d'une foule de spectateurs admiratifs .
Eustache de Thessalonique, dans son commentaire sur l'Iliade, livre IV, déclare que les cavaliers pouvaient monter jusqu'à six chevaux, tous en mouvement, en même temps.
Même dans les jeux romains du cirque, cette discipline était très populaire.

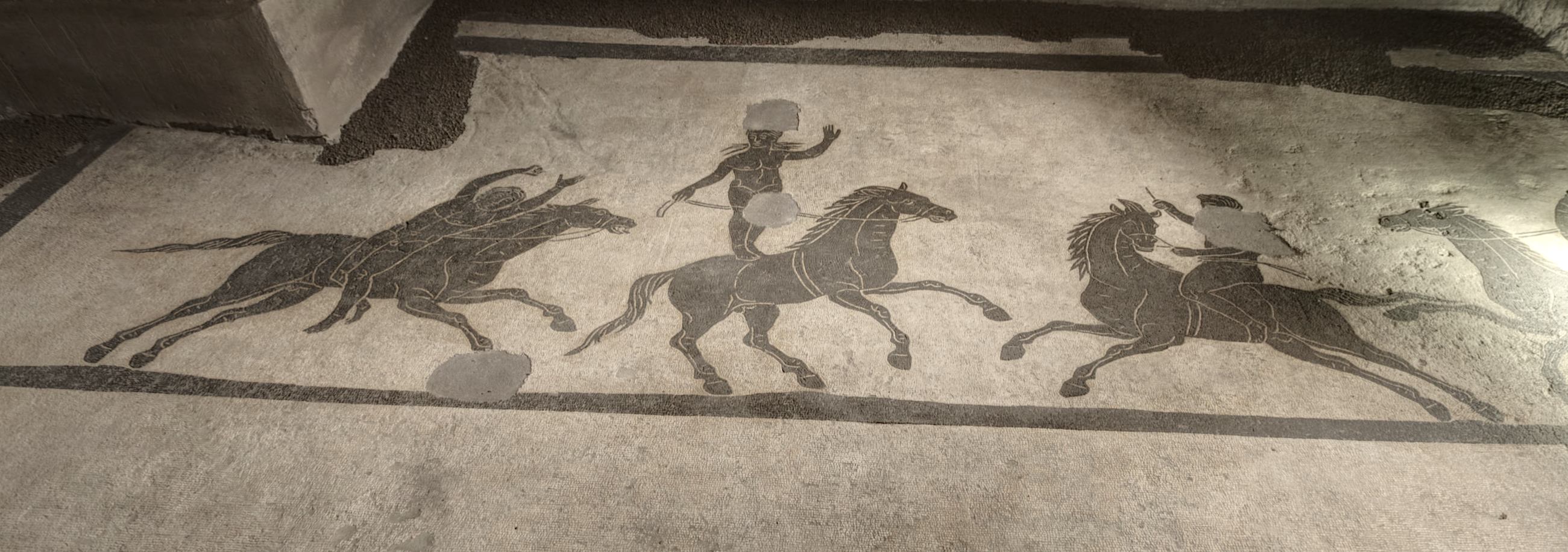
Desultores, mosaïque romaine

Le désultor romain ne montait généralement que deux chevaux à la fois, à cru et tourbillonnait entre les deux. Le désultor portait le pileus, bonnet en feutre, ancêtre du bonnet phrygien, qui coiffait les esclaves romains affranchis pour affirmer leur liberté.
Le succès de ces exercices fut tel que les jeunes du plus haut niveau non seulement dans le cirque conduisaient le Bige et le Quadrige, mais se sont  également exhibés dans ces prouesses équestres.
Dans d'autres pays, ce niveau de dextérité équestre était appliqué à des fins de guerre.
Tite-Live mentionne une troupe de chevaux dans l'armée numide, dans laquelle chaque soldat était équipé de deux chevaux, et au plus fort de la bataille, même s'il était équipé d'une armure, il sautait avec la plus grande facilité et rapidité d'un cheval fatigué ou blessé, sur le dos du cheval plus frais.
Le désultor portait le pileus, bonnet en feutre, ancêtre du bonnet phrygien, qui coiffait les esclaves romains affranchis pour affirmer leur liberté.